# Juventud Gloria
El Juventud Gloria es un club de fútbol peruano de la ciudad de Lima. Fue fundado en 1923 y participa en la Copa Perú.

## Historia
Juventud Gloria fue fundado el 5 de abril de 1923. Fue subcampeón de la Liga Regional de Lima y Callao (equivalente a la Tercera División)  en 1950, ganando el derecho de ascender a la Segunda División 1951. Se mantuvo por un largo tiempo en la Segunda profesional sin mayor logro. Su mejor campaña fue el tercer puesto en la temporada 1965. Perdió la categoría para en el torneo 1969 en un partido de desempate contra Atlético Sicaya que perdió por 2-1.
En 2007 cambió su nombre a Club Deportivo Juventud Gloria Santa Rosa. En 2009 clasificó al Interligas de Lima en el tercer lugar de la liga de Jesús María y fue eliminado en la primera ronda por Defensor Puquio de La Victoria. En el año 2010 consiguió el subcampeonato del torneo de su liga distrital, pero terminó en último lugar en su grupo del Interligas. Al siguiente año, logró ubicarse en la sexta posición del campeonato de liga. En el 2012, Juventud Gloria salvó la categoría al vencer Estudiantes San José con el marcador a favor 2 - 1 y terminando la quinta posición de la liga. Para el siguiente año 2013 obtuvo el tercer puesto de la Primera de Jesús María y accediendo a las Interligas de Lima 2013. Participó en el Grupo XV, terminó último y eliminado de la competencia. En año 2014 alcanzó el sexto puesto de la liga distrital de Jesús María.
En 2015 el club se mudó a la liga de San Martín de Porres iniciando su participación desde la Segunda División distrital. La Segunda División de San Martín de Porres se subdividió en tres series y al Juventud Gloria le tocó integrarse en la serie C donde consiguió salvar la categoría. 

## Actualidad
El Club Deportivo Juventud Gloria Santa Rosa, participa en la temporada 2022 en la segunda división distrital, en la serie B. Después de cinco fechas, el club se ubica temporalmente en el tercer puesto de la serie. En la última fecha el club gana por 2-1 al Perú San Germán y clasifica a la liguilla final. Ya en la liguilla, el club gana 1-0 al Atlético Relámpago y logra el tercer ascenso a la primera división 2023. En la temporada 2023, el club consigue el tercer puesto de la serie B de la primera distrital.
En la temporada 2024 Juventud Gloria, ocupó la séptima posición del grupo A y salvó la categoría.

## Uniforme
- Uniforme titular: camiseta amarilla con franjas verticales negras, short blanco y medias negras.

### Evolución del uniforme
Uniforme titular 1950 al 1969
| Titular 1 | Titular 2 | Titular 3 |  |

Uniforme titular 2007 al 2018
| Titular 1 | Titular 2 | Alterno 1 | Alterno 2 |  |

Uniforme titular 2019
| Titular 1 | Titular 2 | Alterno 1 | Alterno 2 |  |

#### Uniforme principal de 2022 al presente
| Titular 1 | Titular 2 | Titular 3 | Titular 4 |  |

## Datos del club
- Temporadas en Segunda División: 19 (1951 - 1969).
- Mayor goleada conseguida:
  - Juventud Gloria 8:1 Jorge Chávez (17 de noviembre de 1951).[11]
  - Juventud Gloria 8:1 Unión Carbone (11 de diciembre de 1954).[11]
- Mayor goleada recibida:
  - Defensor Arica 8:0 Juventud Gloria (1964).[11]

## Jugadores
De sus filas surgió Marín Reyna, quien luego jugó en la selección peruana en el Campeonato Sudamericano 1947, y Maximiliano Huapaya que estuvo después en Universitario y Sporting Tabaco.

## Entrenadores
- Juan Bulnes Pérez (1958)
- Carlos Aparicio (1960)
- Luis Navarrete Arias (1965)
- Juan Ulloa (1966)

## Palmarés

### Torneos regionales
- Segunda División de la Liga Regional de Lima y Callao: 1943.
- Subcampeón de la Liga de Lima: 1940.
- Subcampeón de la Liga Regional de Lima y Callao (1): 1950.
- Subcampeón de la Liga Distrital de Jesús María: 2010.